# Élections sénatoriales de 2020 dans les Bouches-du-Rhône
Les élections sénatoriales dans les Bouches-du-Rhône ont lieu le dimanche 27 septembre 2020. Elles ont pour but d'élire les sénateurs représentant le département au Sénat pour un mandat de six ans.

## Contexte départemental
Lors des élections sénatoriales de 2014 dans les Bouches-du-Rhône, huit sénateurs ont été élus selon un mode de scrutin proportionnel.
Depuis, tous les effectifs du collège électoral des grands électeurs ont été renouvelés, avec les élections départementales de 2015, les élections régionales de 2015, les élections législatives de 2017 et les élections municipales de 2020.

## Sénateurs sortants
| Sénateur | Sénateur            | Parti | Fonctions lors de l'élection en 2014                  |
| -------- | ------------------- | ----- | ----------------------------------------------------- |
|          | Michèle Einaudi     | PS    | Conseillère municipale d'Aix-en-Provence              |
|          | Jean-Noël Guérini   | DVG   | Sénateur sortant, président du conseil général        |
|          | Mireille Jouve      | DVG   | Maire de Meyrargues                                   |
|          | Danièle Garcia      | DVG   | Conseillère générale, maire d'Auriol                  |
|          | Bruno Gilles        | DVD   | Sénateur sortant, maire du 3e secteur de Marseille    |
|          | Anne-Marie Bertrand | LR    | Conseillère générale                                  |
|          | Patrick Boré        | LR    | Conseiller général, maire de La Ciotat                |
|          | Stéphane Ravier     | RN    | Conseiller régional, maire du 7e secteur de Marseille |

## Présentation des listes et des candidats
Les nouveaux représentants sont élus pour une législature de 6 ans au suffrage universel indirect par les 3 521 grands électeurs du département. Dans les Bouches-du-Rhône, les sénateurs sont élus au scrutin proportionnel plurinominal. Leur nombre reste inchangé, huit sénateurs sont à élire et dix candidats doivent être présentés sur la liste pour qu'elle soit validée. Chaque liste de candidats est obligatoirement paritaire et alterne entre les hommes et les femmes. Plusieurs listes seront déposées dans le département. Elles sont présentées ici dans l'ordre de leur dépôt à la préfecture et comportent l'intitulé figurant aux dossiers de candidature.

### La Force du 13
| N° | Candidats | Candidats              | Parti | Principales fonctions                                   |
| -- | --------- | ---------------------- | ----- | ------------------------------------------------------- |
| 01 |           | Jean-Noël Guérini      | DVG   | Sénateur sortant, ancien président du conseil général   |
| 02 |           | Mireille Jouve         | DVG   | Sénatrice sortante                                      |
| 03 |           | Jean-Louis Canal       | DVG   | Maire de Rousset                                        |
| 04 |           | Danièle Garcia         | DVG   | Sénatrice sortante, ancienne maire d'Auriol             |
| 05 |           | Jean-Louis Lepian      | DVG   | Maire de Plan-d'Orgon                                   |
| 06 |           | Simone Portoghese      | DVG   | Adjointe au maire de Berre-l'Étang                      |
| 07 |           | Georges Jullien        | DVG   | Maire de Noves                                          |
| 08 |           | Sandrine Mangion-Lerda | DVG   | Adjointe au maire de La Destrousse                      |
|    |           |                        |       |                                                         |
| 09 |           | Vincent De Paul Kinda  | DVG   | Ancien conseiller municipal de Saint-Mitre-les-Remparts |
| 10 |           | Silvia Barata          | DVG   | Adjointe au maire de La Fare-les-Oliviers               |

### Union de la droite
| N° | Candidats | Candidats               | Parti | Principales fonctions |
| -- | --------- | ----------------------- | ----- | --- |
| 01 |           | Patrick Boré            | LR    | Sénateur sortant, conseiller départemental, maire de La Ciotat                                                                |
| 02 |           | Valérie Boyer           | LR    | Députée, conseillère municipale de Marseille                                                                                  |
| 03 |           | Stéphane Le Rudulier    | LR    | Maire de Rognac |
| 04 |           | Brigitte Devésa         | UDI   | Conseillère départementale, adjointe au maire d'Aix-en-Provence                                                               |
| 05 |           | Michel Pécout           | DVD   | Maire de Graveson |
| 06 |           | Claire de Causans       | DVD   | Adjointe au maire d'Arles |
| 07 |           | David Galtier           | LR    | Conseiller municipal de Marseille                                                                                             |
| 08 |           | Brigitte Virzi-Gonzalez | LR    | Conseillère régional, adjointe au maire de Châteauneuf-les-Martigues                                                          |
|    |           |                         |       | |
| 09 |           | Renaud Muselier         | LR    | Président du conseil régional                                                                                                 |
| 10 |           | Martine Vassal          | LR    | Présidente du conseil départemental, présidente de la métropole d'Aix-Marseille-Provence, conseillère municipale de Marseille |

### La République en marche
| N° | Candidats | Candidats                    | Parti | Principales fonctions                    |
| -- | --------- | ---------------------------- | ----- | ---------------------------------------- |
| 01 |           | Jean-Pierre Serrus           | LREM  | Maire de La Roque-d'Anthéron             |
| 02 |           | Caroline Pozmantier-Sportich | DVD   | Vice-présidente du conseil régional      |
| 03 |           | Georges Panagiotou           | MR    |                                          |
| 04 |           | Josy Pignatel                | MR    | Conseillère municipale d'Aix-en-Provence |
| 05 |           | Thierry Boissin              | MoDem | Conseiller municipal de Martigues        |
| 06 |           | Marion Biscione              | LREM  | Adjointe au maire de Fontvieille         |
| 07 |           | Grégory Panagoudis           | MR    | Conseiller municipal de Marignane        |
| 08 |           | Nathalie Toye                | MoDem |                                          |
|    |           |                              |       |                                          |
| 09 |           | Bertrand Mas-Fraissinet      | LREM  | Conseiller municipal de Cassis           |
| 10 |           | Sylvie Brunet                | MoDem | Députée européenne                       |

### Rassemblement national
| N° | Candidats | Candidats             | Parti | Principales fonctions                                             |
| -- | --------- | --------------------- | ----- | ----------------------------------------------------------------- |
| 01 |           | Stéphane Ravier       | RN    | Sénateur sortant, conseiller municipal de Marseille               |
| 02 |           | Nathalie Chevillard   | RN    | Conseillère régionale                                             |
| 03 |           | Laurent Jacobelli     | RN    | Conseiller municipal d'Allauch                                    |
| 04 |           | Éléonore Bez          | RN    | Conseillère régionale, conseillère municipale de Marseille        |
| 05 |           | Franck Allisio        | RN    | Conseiller régional, conseiller municipal de Marseille            |
| 06 |           | Sandrine d'Angio      | RN    | Conseillère régionale, conseillère municipale de Marseille        |
| 07 |           | Jean-Guillaume Remise | RN    | Conseiller régional, conseiller municipal de Tarascon             |
| 08 |           | Laure Chevalier       | RN    | Conseillère régionale, conseillère municipale de Gignac-la-Nerthe |
|    |           |                       |       |                                                                   |
| 09 |           | Emmanuel Fouquart     | RN    | Conseiller régional, conseiller municipal de Martigues            |
| 10 |           | Sophie Grech          | RN    | Conseillère régionale, conseillère municipale de Marseille        |

### Divers
| N° | Candidats | Candidats         | Parti | Principales fonctions |
| -- | --------- | ----------------- | ----- | --------------------- |
| 01 |           | Ludovic Dupoux    | PN    |                       |
| 02 |           | Béatrice Grimaudo | DVD   |                       |
| 03 |           | Bruno Teitgen     | LR    |                       |
| 04 |           | Joannie Berthet   | LR    |                       |
| 05 |           | Georges Vinapon   | DVD   |                       |
| 06 |           | Véronique Maugez  | DVD   |                       |
| 07 |           | Vincent Vidal     | SIEL  |                       |
| 08 |           | Soumaya Ladhari   | DVD   |                       |
|    |           |                   |       |                       |
| 09 |           | Stéphane Bourgeon | PN    |                       |
| 10 |           | Jocelyne Pastor   | DVD   |                       |

### Union de la gauche
| N° | Candidats | Candidats              | Parti | Principales fonctions                                                                                   |
| -- | --------- | ---------------------- | ----- | --- |
| 01 |           | Jérémy Bacchi          | PCF   | Secrétaire départemental du PCF                                                                         |
| 02 |           | Marie-Arlette Carlotti | PS    | Ancienne ministre déléguée aux Personnes handicapées et à la Lutte contre l'exclusion, ancienne députée |
| 03 |           | Guy Benarroche         | EÉLV  | Conseiller municipal de La Bouilladisse                                                                 |
| 04 |           | Carmen Avila           | G·s   | Porte-parole de Génération.s                                                                            |
| 05 |           | Loïc Gachon            | PS    | Maire de Vitrolles                                                                                      |
| 06 |           | Michèle Einaudi        | PS    | Sénatrice sortante                                                                                      |
| 07 |           | René Tassy             | EÉLV  | Adjoint au maire de Gignac-la-Nerthe                                                                    |
| 08 |           | Christine Capdeville   | PCF   | Maire de La Penne-sur-Huveaune                                                                          |
|    |           |                        |       | |
| 09 |           | Gaby Charroux          | PCF   | Président du Pays de Martigues, maire de Martigues                                                      |
| 10 |           | Michèle Rubirola       | EELV  | Conseillère départementale, maire de Marseille                                                          |

## Résultats
| Tête de liste                                                        | Tête de liste            | Liste                                      | Voix  | %     | Sièges |  |
| -------------------------------------------------------------------- | ------------------------ | ------------------------------------------ | ----- | ----- | ------ |  |
|                                                                      | Patrick Boré             | Union de la droite (LR - UDI)              | 1 243 | 36,12 | 3      |  |
| Cap sur l’avenir de nos villes et villages                           |                          |                                            | 1 243 | 36,12 | 3      |  |
|                                                                      | Jérémy Bacchi            | Union de la gauche (PCF - PS - EÉLV - G.s) | 987   | 28,68 | 3      |  |
| Pour un territoire solidaire, démocratique et écologique             |                          |                                            | 987   | 28,68 | 3      |  |
|                                                                      | Jean-Noël Guérini        | Divers gauche                              | 538   | 15,63 | 1      |  |
| 13 au cœur                                                           |                          |                                            | 538   | 15,63 | 1      |  |
|                                                                      | Stéphane Ravier          | Rassemblement national                     | 345   | 10,03 | 1      |  |
| Libertés communales, identité provençale                             |                          |                                            | 345   | 10,03 | 1      |  |
|                                                                      | Jean-Pierre Serrus       | Union du centre (LREM - MoDem - MR)        | 303   | 8,81  | 0      |  |
| Renaissance 13 : Pour une Provence écoutée par la France et l’Europe |                          |                                            | 303   | 8,81  | 0      |  |
|                                                                      | Ludovic Dupoux           | Divers (PN - LR - SIEL)                    | 25    | 0,73  | 0      |  |
| L'Unité républicaine provençale 13                                   |                          |                                            | 25    | 0,73  | 0      |  |
|                                                                      |                          |                                            |       |       |        |  |
| Votes valides                                                        | Votes valides            | Votes valides                              | 3 441 | 97,12 |        |  |
| Votes blancs                                                         | Votes blancs             | Votes blancs                               | 39    | 1,10  |        |  |
| Votes nuls                                                           | Votes nuls               | Votes nuls                                 | 63    | 1,78  |        |  |
| Total                                                                | Total                    | Total                                      | 3 543 | 100   | 8      |  |
| Abstention                                                           | Abstention               | Abstention                                 | 44    | 1,23  |        |  |
| Inscrits / participation                                             | Inscrits / participation | Inscrits / participation                   | 3 587 | 98,77 |        |  |